# Gare de Kleine Scheidegg
La gare de Kleine Scheidegg (en français : « Petite Scheidegg ») est une gare et un carrefour ferroviaire situé au sommet de Kleine Scheidegg, un col montagneux dans la région de l'Oberland bernois en Suisse. Le col, situé entre le Lauberhorn et la crête de l'Eiger, comporte un complexe d'hôtels et de bâtiments ferroviaires.

## Situation ferroviaire

### Généralités
Administrativement, la station se trouve dans la commune de Lauterbrunnen, dans le canton de Berne, à quelques mètres de la frontière avec la commune de Grindelwald,.
À 2 061 mètres d'altitude, elle est située au niveau des points kilométriques 10,47 du chemin de fer de Wengernalp et 0 du chemin de fer de la Jungfrau. Au plus large, la gare compte environ deux voies sur la section vers la Jungfraujoch et cinq voies sur la ligne de Wengernalp dont trois en impasse depuis Wengen et une en impasse depuis Grindelwald.
Les trains en provenance de Lauterbrunnen entrent dans en gare par les voies situées à l'extrémité ouest tandis que ceux en provenance de Grindelwald entrent à l'extrémité est. Cependant, aucun train direct ne relie les deux sections de la ligne, principalement à cause de la nécessité d'avoir la motrice ou la locomotive à l'extrémité aval du train pour des raisons de sécurité.
Les voies du WAB comprennent une voie d'évitement partiellement souterraine afin de permettre le retournement des trains. Cette voie n'est pas utilisée pour les trains de voyageurs.

### Dépôts et ateliers
La WAB et la JB utilisent des écartements de rails différents, des systèmes d'électrification différents et une technologie de chemin de fer à crémaillère différente et ne sont pas physiquement reliés. La JB a aménagé à Kleine Scheidegg son dépôt tandis que ses ateliers de maintenance sont situés en gare d'Eigergletscher.

## Service des voyageurs

### Accueil
La gare est le point culminant du Chemin de fer de Wengernalp (WAB), dont les trains se rendent à Kleine Scheidegg depuis Lauterbrunnen via Wengen, et séparément depuis Grindelwald. C'est également le terminus inférieur du Chemin de fer de la Jungfrau (JB), dont les trains montent à l'intérieur de l'Eiger jusqu'à la gare du Jungfraujoch. Tous les voyageurs se rendant au Jungfraujoch, ou entre Lauterbrunnen et Grindelwald, doivent changer de train à la gare.

### Desserte
La gare de Kleine Scheidegg est desservie chaque demi-heure par un train Regio en provenance de Grindelwald, un train Regio en provenance d'Eigergletscher (direct jusqu'au Jungfraujoch suivant les périodes de l'année) et un train Regio en provenance de Lauterbrunnen aux périodes d'ouverture de la ligne,.

### Intermodalité
La gare de Kleine Scheidegg n'est desservie par aucune autre ligne de transports publics.